# Spastica flavicollis
Spastica flavicollis là một loài bọ cánh cứng trong họ Meloidae. Loài này được Chevrolat in Guérin-Ménéville miêu tả khoa học năm 1844.